# ブシドーブレード
『ブシドーブレード』（BUSHIDO BLADE）は、1997年3月14日に発売されたプレイステーション用対戦型格闘ゲーム。ディレクターは中田州彦。開発はライトウェイト、発売元はスクウェア（現・スクウェア・エニックス）。販売本数約39万本。2008年11月26日よりゲームアーカイブスで配信されている。レイティングはCERO：C（15才以上対象）。
続編として1998年3月12日にブシドーブレード弐が発売された。

## 概要
「武士道（ブシドー）」のタイトルが示す通り、日本刀をはじめ種々の武器を用いて一対一で真剣勝負を行う「チャンバラゲーム」であるが、舞台は江戸時代などではなく現代の日本である点が特徴。
ゲームとしては3Dフィールドを縦横無尽に駆け回りながら対戦を行うフリーランニングタイプの3D対戦型格闘ゲームだが、本作最大の特徴は「体力ゲージ」が存在せず、どんな攻撃でも当たり所によっては一撃で勝負に決着がつく「一撃必殺」を重視したゲーム性である。通常のゲームは開始時に与えられたゲージを使い切ることでダウンするが、このゲームは頭、腹、胸という3箇所に存在する急所に、ある一定の深さで一回でもダメージが与えられると即座に終了（絶命）する。また、通常のゲームではゲージを完全に使い切るまではたとえ大きなダメージを与えられていても、無傷の時と同じ状態でその行動に制約がつくことはないが、本作では各身体の部位に傷を負うとその行動に制約が生じる。例えば片腕を怪我すれば、武器の扱いに制約が発生し、足に怪我をすると走る速度が遅くなったり歩けなくなったりという具合である。また、武器同士の打ち合い（相殺）、受け流し、転倒攻撃など、一撃必殺に対する攻防の駆け引きの要素を持つ。剣で攻撃された時の対処として、攻撃から身を守るために、剣で剣を防いだり、身をかわしたりする事が必要になる。
即死性の高いゲームシステム、剣による戦いをコンセプトとしているのに後述のように銃を扱うボスキャラがいることなどから、ゲームバランスが良いとは言い難い反面スリルのある仕上がりとなっている。その特殊なゲーム性から知名度は高く、近年においても本作をリスペクトした作品が発売されるなど影響力の強い作品となっている。
仮タイトルは『BUSHIDO BLADE』と英語の表記だった。

## システム
- ゲームモード
  - ストーリーモードにて、ゲーム開始直後に相手が口上を述べている最中や背後から、又は段差を上っている最中などに相手を斬殺すると武士道に反するとしてゲームオーバー（コンティニュー不可）となる（壱のみ）。[6]
  - ストーリーモードの他にも打刀で百人斬りを目指すモードや、横からの眺めでなく、キャラクターの視点でゲームをプレイできるモードもある（弐では全モードでキャラクター視点でのプレイが可能）。TVとPS、ソフトをそれぞれ2つずつ用意することで通信対戦をすることも可能。画面をモノクロにする機能もある。
  - 通信対戦モードはTVとPSをそれぞれ2台とソフト2本が必要となる。選べるステージは7種類。その中に堀が立ち並んだ複雑な構造をしている「武家屋敷」といった通信対戦専用のステージも用意されている。[7]
- キャラクターと武器の選択
  - まず、自分の使用したいキャラクターを選択する。
  - キャラクターにより使用する武器との相性、力や移動の速さ、持っているサブウェポンなどの違いがある。
  - 次に使用武器を選択する。
  - 選択したキャラクターがその武器に習熟していると、武器の振りが速かったり、専用技を使えたりする。逆に苦手な武器だと、拙さのあまり基本技の一部を習得していなかったり、武器に振り回されて転倒することすらあるため注意が必要。
- 立ち合い
  - 本作は基本的にコントローラの各キーにキャラクターの挙動が割り当てられている。上を押せば画面奥に躙り寄るし、下を連打すれば画面手前に飛び退く（歩法によっては側転を行う）。またR1キーには重心を上に持って行く、R2キーには重心を下に持って行くという行動が割り当てられており、これらを組み合わせて跳躍することもできる（壱ではキャラクターの進行方向への入力も必要）。また、砂や水をかけての目つぶしや、サブウェポンの投擲なども姿勢を下げて行う。
  - L1キーを押すとフリーランニングとなり、歩法に関わらず走ることが可能となる。この状態で武器を振り回すことも可能。
  - 全ての武器に3つの構えが用意されており、立ち合いにおいては戦況に応じて構えを切り替えながら戦っていくことになる。
  - 構えから出せる技は決まっており、どの構えからどの技が出るか把握しておく必要がある。
  - 攻撃は壱と弐で大きく違う。
  - 壱では、△〇×にそれぞれ大まかに敵の頭部、胴部、脚部への攻撃が割り当てられている。タイミング良く決められた順番でキーを押していくことで連続技が繰り出されるが、ただ早く先行入力するだけだと不発に終わる。また□で防御を行う。武器が打ち合ったとき、打ち負けると姿勢を崩される。このとき追い打ちを避けるためにR2で後転して逃げることができる。また、武器が打ち合ったときに鍔迫り合いになることがあるが、ボタン連打で押し切って相手を転倒させられる。
  - 弐では○に表攻撃、×に裏攻撃が割り当てられている。連続技も繰り出すことができるが、キーが減ったせいで技のバリエーションは少なくなっている。また、後述の武器の打ち合いからの攻撃により、連続技の使用価値は低下したといって良い。防御を割り当てられたキーはなく、表攻撃には×を、裏攻撃には○を、攻撃が体に命中する瞬間に合わせて押すことで体勢を崩すことなく受け流せる（有利防御）。武器が打ち合ったときに弾かれると、更にそこからの切り返しや追い打ちが可能となる。しかし、そのパターンは数が乏しく、単調になりがちである。また、武器が打ち合ったときに鍔迫り合いになることがあるが、ボタン連打で押し切って相手を転倒させられる。本作では転落死することがあるステージがあり、また押し込まれる段階が2段階あるため、連打を加減するなどして意図的に相手を転落死させることが可能。また、相手の近くに寄り、絡み技を仕掛けることができるようになった。
  - キャラクターが負傷すると、その部位を使った行動が取れなくなったり、攻撃速度、移動速度が遅くなったりする。
  - 壱に限って、足に深いダメージを負うと立っていられなくなり、立て膝で行動することになる。ただ、この状態でも△○×を押せば頭部、胴部、脚部への攻撃は繰り出されるし、サブウェポンや目つぶしは使用可能である。また、自分から倒れ込み、起き上がりざまに飛びかかって斬りつけることも可能。
  - また、左腕を切られるとサブウェポンと目つぶしの使用ができなくなる。弐では更に、居合いや二刀流の構え、絡み技の使用ができなくなり、さらに一部の絡み技から抜けることができなくなる。
- ステージ
  - ステージは各場所によって色々特徴があり、地形が戦略に与える影響は大きい。
  - 強風が吹くステージでは軽量キャラクターが押し流されたり、水場では移動が鈍くなったり、大きな段差があって転落死したり（弐のみ）、洞窟や竹林などの狭い場所では障害物に長得物が弾かれて不利だったりと現実的な要素が多彩である。
  - また、地形によっては雪や砂、土の地面だと目潰し攻撃が可能となっており、上手く命中させられると相手に隙を作る事ができる。

## ストーリー
室町時代後期の武士・向原神和斎(むかいばらかんなぎさい)によって創設された総合剣術流派・鳴鏡心当流(なるかがみしんとうりゅう)。打刀だけでなく薙刀や西洋剣、果ては金槌など様々な武器を扱う点が特徴であるその流派は、時が経ち、武士の時代が終わった後も脈々と受け継がれ、現代では広島県の山奥にある「鳴鏡館(めいきょうかん)」という剣術道場にてその技が伝えられていた。
鳴鏡館には一般の修行者が集まる剣術道場である表の顔以外に、一部のメンバーだけで構成される暗殺集団「陰(かげ)」を擁する裏の顔も存在した。「陰」は「剣の道は陰を知らなければ極められない」という創始者の理念のもと、闇の世界に蔓延る悪を人知れず葬ることを生業としており、ある者は自身の信じる正義のため、ある者は己の剣を極めるため、またある者は独自の目的のために、師範代の指示のもと暗殺任務を遂行していたが、次第にその標的は無関係の一般人にまで及ぶようになり、組織の在り方に疑問や葛藤を抱く者も増えていった。
その結果「抜け人」として「陰」を脱走する者も現れることになるが、「陰」の秘密を知る者、そして「影」を裏切った者には死が与えられるという厳しい掟により、かつてともに修業した仲間たちが刺客として現れる。追われる身となった彼らは、唯一の抜け道が存在するという「陰陽の迷ひ城」の天守閣跡を目指す（壱）。

## 登場キャラクター
メインキャラクターはストーリーモード（弐では決戦の間）とそれ以外のモードでは服装が異なる。
壱、弐ともに現代社会を舞台にしているが、それぞれで設定が異なる。

### 鳴鏡館
広島県に居を構える剣術道場であるが、とある秘密組織と戦う暗殺集団「陰（かげ）」としての裏の顔も持っている。
蛍火（ほたるび）
声：斎藤静江
壱：元KGB工作員の25歳の女性。身長179.5cm。ロシア出身。通常では腰までスリットの入った露出度の高い橙の忍び装束、ストーリーモードでは赤い忍び装束を着ている。その身軽さを生かして忍者の修行をし、陰の一員となる。父親のように慕っていた空蝉と師範代の確執を知り、彼の代わりに師範代を斬るため陰を抜ける。機動力に特化しており、セイヨーツルギなどの軽い得物を得意とする。サブウェポンは手裏剣。金色の目が異彩を放ち、闇夜を飛ぶ蛍のようなことが名前の語源となる。
弐：露西亜出身の26歳。内部抗争後は米国に渡り暗殺者として活動していたが、空蝉の側に居るべく、鳴鏡館に舞い戻る。前作と同じく橙の忍び装束を着ているが露出度は下がっている。サブウェポンにセイヨーツルギを持ち（クリーンヒットで相手は即死）、ロングソードを選択することで二刀流が可能となる（ただし左腕負傷時は不可）。
竹科辰美（たけしな たつみ）
声：磯部弘
壱：広島県出身の16歳。空蝉に稽古を付けてもらっている双樹高校の2年生。本来は影のメンバーではなく、友人の失踪事件を独自に調査するうちに陰の存在を知ってしまったことで、陰のメンバーに加わるか、それとも命を狙われる身となるかの選択を迫られる。日々の鍛錬によって身に着けた力を追っ手との立会いで確認することで、人斬りとして目覚めてしまう。やや非力かつ未習熟な武器が多い中で、軽い得物は得意としている。唯一サブウェポンを持っていない。（相手が投げたサブウェポンを拾って投げ返すことは可能）
弐：双樹高校3年生、17歳。内部抗争後に道場破りを繰り返していたが、鳴鏡館の危機を聞きつけ、戻ってきた。小太刀をサブウェポンとして持ち（クリーンヒットで相手は即死）、打刀を選択することで二刀流が可能（ただし左腕負傷時は不可）。剣の腕は他の使い手らと肩を並べるほどになり、空蝉直伝の円月殺法(朧月、丙式•朧月)も使えるようになった。とある重要人物と血縁関係にあるらしい。
御門（みかど）
声：柳沢三千代
壱：京都府出身の22歳。陰に所属する踏鞴（たたら）神社の巫女。年若き女性ながら幼い頃から明鏡館で修業を続ける実力者で免許皆伝の腕前を持つが、休日は道場で子供たちに剣を教える心優しい一面もある。鳴鏡館に漂う不穏な念を感じ取り、武器を手にする。セイヨーツルギ、野太刀、薙刀を得意とする。サブウェポンは壱・弐ともに合口。
弐：京都府出身の23歳。鳴鏡館と捨陰党の抗争の真実を知る数少ない人物。来るべき捨陰党との戦いに備えて、かつての仲間たちに招集をかける。壱と違い、得意な武器は薙刀のみ。
黒蓮（ブラック・ロータス）
声：井上真樹夫
壱のみ：愛蘭から来日した36歳。アイルランド出身。武士道を学ぶべく陰に所属する体毛の濃い男で「ヒゲ」とも呼ばれている。武士道の掟である「忠義」を重んじるが、罪のない者も虐殺する陰の変質を目の当たりにしたことで、本来ならば主君というべき存在である師範代のハンザキに反逆する。ほぼ全ての武器をそつなく使いこなすが、打刀、レイピア、セイヨーツルギに特に習熟。サブウェポンはショートソード。また、特定の条件下で風閂のボスとして立ちはだかる。エンディングでは己の武士道を果たすため切腹し、命を落とす。
空蝉（うつせみ）
声：大塚周夫
壱：島根県出身の55歳。かつて鳴鏡館でハンザキと共に修行していた男。陰の中でもかなりの実力者であり、対戦した相手はかげろうを相手にしているようだと噂されている。洋物の武器とは肌が合わないようだ。打刀や野太刀での円月殺法が得意。蛍火や辰美にとっては父親的存在でもある。サブウェポンは小柄。温泉好き。
弐：島根県出身の56歳。辰美の出生の秘密を知る数少ない人物。内部抗争後は隠居していたが、捨陰党との抗争に辰美が参加することを知り、彼に抗争から手を引かせるために再び武器を取った。かつて捨陰党総帥と刃を交えたことがあるらしい。サブウェポンに脇差を持ち（クリーンヒットで相手は即死）、打刀を選択することで二刀流が可能（ただし左腕負傷時は不可）。円月殺法は健在。
風閂（かんぬき）
声：田中和実（壱） / 速水奨（弐）
壱：琉球出身の28歳。正義感が強く、琉球武士であることを誇りに思っている偉丈夫。豪放な性格だが義に篤く、仲間思いな一面もある。陰の中で武を学んでいたが、ハンザキの命で黒蓮が自分の故郷で虐殺を働いた事実を知り逃亡。極端なパワーファイターでガードの上から体勢を崩させることが可能。野太刀、ブロードソード、金槌などの重量武器を得意とする。サブウェポンは壱・弐ともに鉄扇。
弐：琉球読谷村出身の29歳。内部抗争後は米国で武者修行をしていたが、御門の要請によって鳴鏡館に戻ってきた。重量武器を得意とし、体術で敵を粉砕するからみ技の使い手。
ナイトストーカー
声：速水奨
弐のみ：滋賀県甲賀郡出身の23歳。忍者の修行をしているが、一人前の印可はまだ受けていない。蛍火の知り合いで、鳴鏡館の危機に駆けつける。ロングソード、打刀、薙刀が得意。サブウェポンは手裏剣。
松虫（まつむし）
弐のみ：宮城県仙台市出身の45歳。博打で生計を立てながら諸国を流れ歩いていたが、葛城鈴香という鳴鏡側の少女が捨陰党忍者に襲われているところを助け、これが元で流派抗争に巻き込まれてしまう。ドスをサブウェポンにし（クリーンヒットで相手は即死）、打刀を選択することで二刀流が可能（ただし左腕負傷時は不可）。ひょろりとした外見どおり、軽い得物を好む。
墨流（すみながし）
声：郷里大輔
弐のみ：日本剣術に憧れ、来日した亜米利加出身の32歳の大男。日本語が全く理解出来ないために山道で迷い、行き倒れていたところを御門に拾われた。その恩返しをするべく抗争に参戦。ガード不能のサブウェポン、かんしゃく玉を持つ。大体の武器においてまずまずの相性。また、外見通りのパワー型キャラクターでからみ技を得意とする。
サザンカ
声：田中秀幸（壱） / 置鮎龍太郎（弐）
壱：中ボス。鳴鏡館幹部。出身地不明の42歳。いつの間にか幹部になっていたらしい、謎多き男。奇抜な衣装を身にまとい、白粉を塗りたくった不気味な厚化粧で素顔を隠している。同じ薙刀使いの御門を疎ましく思い、密かに葬り去ろうと目論んでいたようだ。両端に刃を持つ特殊薙刀「白眉」で襲い掛かる。特殊技、椿落としと黄泉の舞が強力。
弐：長崎県平戸市出身の43歳。御門をライバル視する、自称天才剣士。衣装の奇抜さには更に磨きがかかったが、性格は間が抜けてコミカルになった。薙刀を使わせれば御門と双璧を為し、他の武器にも習熟している。サブウェポンは防御不能の長針。
ホッキョク・ツバメ
壱：中ボス。鳴鏡館幹部。朝鮮半島出身の43歳。女性でありながらかなりの兵で、陰の中でも古参である。忍者刀「流星」で戦う。特殊技、高麗独楽を使う。
弐：中ボス。朝鮮半島出身の44歳。愛用の忍者刀を置き、ライフルで捨陰党の侵攻を阻む。装弾数は10発。所持マガジンは9倉。鳴鏡館キャラクターで百人斬りモードを15分以内でクリアすることによって、対戦モードのプレイヤーキャラとして使えるようになる。シリーズ通して軽装をしており、特に今作では黒いビキニを着た露出度の高い服装となっている。
ハンザキ
声：柴田秀勝
壱のみ：最終ボス。鳴鏡館師範代。愛媛県出身の54歳。封印されていた妖刀夕霧を手にして怨念に支配される。空蝉とはかつて師範代の地位を争っていた。
榊玄鷹（さかき げんよう）
声：矢田耕司
弐のみ：最終ボス。踏鞴神社の神主。広島県出身の44歳。神通力を持ち、危機に瀕すると短距離転移で脱出する。とはいえその能力は使用するごとに消耗するようだ。
鏡已綱（かがみ いづな）弐のみ：イベントボス。鏡家の唯一の末裔。広島県出身の32歳。戦闘能力は無い。無抵抗の彼女を斬るか斬らないかでエンディングの内容が変化する。
葛城鈴香（かつらぎ すずか）
壱の御門の真エンディングに登場。踏鞴（たたら）神社の巫女見習い。弐では捨陰党に襲われている所を松虫に助けられたという設定で名前のみ登場。通信対戦モードに入った時のCGにも選択した武器を手渡してくれる娘として登場する。

### 捨陰党
八百年もの長きにわたって鳴鏡館と熾烈な抗争を繰り広げている武装組織。鳴鏡館と同じく、表向きは剣術道場である。捨陰党が登場するのは弐のみなので、以下は一部を除き、弐についての記述。
琴村嬢（ことむら じょう）
声：野田順子
東京都中央区出身の18歳。東京道場所属の捨陰党員。黒いタンクトップとホットパンツというラフな格好をしている。本郷武尊と幼馴染みで、本郷の寿司屋と取引のある魚屋の娘。サブウェポンの十手を使った独自のからみ技も習得している。素早さを身上とし、軽量武器を得意とする。
並主寒雲（ならず かうん）
声：難波圭一
京都府出身の22歳。源五郎の養子。無表情、無感動に見える若者だが、剣術に打ち込んだり、修験者としての修行も積む。また、恩義にも篤く、抗争への参戦も養父への恩義である。同じ京都出身の御門とは面識がある模様。槍と野太刀に秀で、打刀での居合いも使いこなす（ただし左腕負傷時は不可）。サブウェポンは独鈷（クリーンヒットで相手は即死）。
並主源五郎（ならず げんごろう）
声：岸野幸正
広島県出身の57歳。寒雲の養父。忠義に篤く、裏切りを働いた鏡家を心底憎んでいる。捨陰党内では師範代的な立場。何故か火盗のような服装をしている。野太刀、打刀での居合い（ただし左腕負傷時は不可）を得意とし、その他の武器もそつなく使いこなす。サブウェポンは小柄。
ハイウェイマン
声：井上真樹夫
全てが謎に包まれた男。本人も記憶を失っていたが、瞬く間に捨陰党の基本技を修め、また、鳴鏡のものと思しき技も使いこなした。壱に出てきた黒蓮だという説もある。レイピアをサブウェポンとして持ち（クリーンヒットで相手は即死）、ロングソードを選択することで二刀流を使える（ただし左腕負傷時は不可）。西洋武器に明るく、打刀も使いこなす。なお、「ハイウェイマン」とは、英語で「追いはぎ」を意味する言葉。
ウタマル
声：遠藤武
熊本県出身の25歳。道場破りをした際に寒雲に惨敗したことが縁で捨陰党員となる。直刀での居合いを得意とする（ただし左腕負傷時は不可）。サブウェポンは金属製の札。
本宮五十八（もとみや いそはち）
声：矢田耕司
捨陰党の東京道場元師範。山口県出身の70歳。平素は人好きのする好々爺だが、剣術のことになると厳格で強情となる。年寄り扱いされる事を嫌っており、まだまだ現役で戦えると息を巻く。サブウェポンを持たない代わりに、雷鳴のような一喝を特技としている。軍服を愛用。
トニー・梅田（トニー・うめだ）
声：難波圭一
神奈川県横須賀市出身の35歳。東京道場所属の捨陰党員。本業はダンサーで副業は横須賀のバー経営。ファンキーな見た目に反して剣術の腕は高く、独自の流派を興すという野望を持つ。野太刀、ロングソード、打刀での居合いを得意とする（ただし左腕負傷時は不可）。サブウェポンはブーメラン。
柊千尋（ひいらぎ ちひろ）
声：三田ゆう子
広島県出身の13歳。捨陰党総帥の息子。容姿や服装、一人称などから女の子のような雰囲気を持つ。次期総帥という立場ゆえに常に監視の目が光っているが、その窮屈さにうんざりし、生き別れの異母兄を探すため抗争に参戦。サブウェポンに生きたカエルを持ち、カエルが嫌いなキャラクターを怯ませることができる。軽い武器を得意とするが、全体的に拙さは否めない。
本郷武尊（ほんごう たける）
声：田中和実（壱） / 岸野幸正（弐）
壱：20代半ばの道場破り。各地で道場破りを重ね、道場関係者に密かに恐れられる存在。長ドス（よく見ると実際には鍔がある）を得物とし、昇り龍の刺繍のある学ラン姿で相見えることになる。特定の条件下で辰美と黒蓮のボスとして登場。
弐：東京都中央区出身の20歳。東京道場所属の捨陰党員。右肩の辺りに刺青がある。寿司屋の長男でありながら、魚類や両生類などぬるっとした手触りの生物が大の苦手。鳴鏡館に道場破りをした際に辰美に惜敗したことがわだかまっており、彼と再戦するため抗争に参加。パワーファイターで武器全般とからみ技に明るい。サブウェポンは斧（クリーンヒットで相手は即死）。
柊大納（ひいらぎ だいな）
声：戸谷公次
最終ボス。捨陰党総帥で千尋の実父。広島県出身の48歳。十数年前の陰の襲撃によって親族を失い、鳴鏡館打倒に心血を注ぐようになる。鉄壁の防御を誇る特殊な甲冑に身を包む。もっともその鎧にも隙はあるようだ。

### その他
キンダチ
壱のみ：平家の怨念と囁かれる謎の武者。不気味な赤い刀と大鎧という出で立ちで立ちはだかる。柊のように鎧で刀は弾かない。また怨念だからかハッキリとした日本語は喋らない。特定の条件下で蛍火、御門、空蝉のボスとして登場。
紅葉切 (ウチカタナ)
名刀匠、備前國宇甘永渓により人の念を封印する力を込められたとされる主要武器。（壱）では、向原神和斎という備前の武士の依頼によって作られた。
シュヴァルツ・カッツェ
声：磯部弘
壱：中ボス。ハンザキによって雇われた殺し屋。独逸出身の年齢不詳の優男で、フリルをあしらった衣装を身にまとうナルシスト。殺し屋といえども自分の命は惜しいらしく、足を斬られると「チッ」と言って降参してしまう。降参の時起き上がり首を振るモーションをするが、その時に滅多切りにすることができる。装弾数は10発で、予備のマガジンを9倉所持している。百人斬りモード（難易度「高」・転倒率「低」）をノーコンティニュークリアすることによって、対戦モードのプレイヤーキャラとして使えるようになる。なお、「シュヴァルツ・カッツェ」とは、独語で「黒猫」を意味する言葉。
弐：中ボス。捨陰党に雇われた独逸出身の殺し屋。生涯で唯一仕損じた仕事が壱の抗争の仕事であり、完璧主義者の彼にとってはこの上もない屈辱であった。その後、負傷した喉の治療と自身の腕の上達のためドイツに向かい修行を積む。汚名を雪ぐ為、再来日し鳴鏡館への復讐を誓う。精神修養ができたのか、足を斬られても降参しなくなった。装弾数は10発。所持マガジンは9倉だが、左手負傷により、マガジンの交換ができなくなる。捨陰党キャラクターで百人斬りモードを15分以内でクリアすることによって、対戦モードのプレイヤーキャラとして使えるようになる。
大虎丸（おおとらまる）／ 大洞丸（おおほらまる）
弐：百人斬りモードをノーコンティニュークリアすることによって、鳴鏡館キャラクターで達成した場合は大虎丸、捨陰党キャラクターで達成した場合は大洞丸が対戦モードのプレイヤーキャラとして使えるようになる。見た目はバカ殿そのもの。武器は基本技しか使えないが、キャラのスピードとパワーのパラメータが最大となっている。このゲームは同じキャラクターを使用した同キャラ対戦が不可能なのだが、大虎丸と大洞丸との対戦ではパラメータが同じであるため、ほぼ同キャラ対戦と同じ状態を演出できる。使用武器も統一すれば、純粋にプレイヤーの能力のみが勝敗を分ける対戦が可能である。

## 登場武器
打刀
一般的に刀と呼ばれる刀。鳴鏡館側は紅葉切（壱、宇甘永渓作）、宵時雨（弐、作者不詳）、捨陰党は影向（一文字助真作）を使う。
レイピア
儀礼用としての色合いが強い刺突用の細剣。刀身の真ん中ほどで折り曲げられる。グレアリングニードルの名を持つが作者などは不詳。弐ではハイウェイマンのサブウェポンとして登場。
ナギナタ
刃に長い柄のついた武器。通常の薙刀と違い、刃に枝がある。鳴鏡館にのみ存在。壱も弐も霞まといという名を持つ、備前峡雲の作である。
金槌
壱にのみ登場する無銘の金槌。柄まで全て鉄でできた珍しいもの。室町の刀匠、宇甘永渓が紅葉切を鍛えたときに使用されたものとされるが真偽不明。柄が捩れ、全体がうっすらと錆びているが、武器として使用するのに問題は無い。
野太刀
鎌倉後期から発達した長大な太刀。鳴鏡館側は月影（壱、峡雲作）、高御座（弐、作者不詳）、捨陰党は斜陽（峡雲作）を使う。
セイヨーブレード（ロングソード）
両刃の片手直剣。実際の西洋剣は叩き切るのが主であった様だが、本作では日本刀の影響を強く受けた切り裂く剣である。鳴鏡館側はスライシングソード（壱、ラウル・ダランベール帰国後作）、キルミスター（弐、ラウル・ダランベール来日前作）、捨陰党は白柳（作者不詳）を使う。
セイヨーツルギ
非常に短いサーベル。これもやはり日本刀の影響を強く受けた切り裂く剣である。鳴鏡館側にのみ存在。ストライキングソード（壱、ラウル・ダランベール帰国後作）の名を持ち、打刀を意識して作られたとされる。ラウルはスイスの刀匠であるため、英語に由来する名は後に与えられたものであると推察される。弐では蛍火のサブウェポンとして登場。
騎士道ソード（ブロードソード）
両手の広刃剣。鍛造された当初は切れ味と重量を兼ねた強力な武器であったようだが、現在では切れ味を失い、本来の西洋剣同様、叩き切る物となっている。壱で相手の横で勝ちポーズをすると剣が相手に突き刺さったままになる。鳴鏡館側はグレートオブダラン2（壱、ラウル・ダランベール帰国後作）、ルーンブレード（弐、作者不詳）、捨陰党はアイスブルック（作者不詳）を使う。鳴鏡館の物は二振りともリカッソと呼ばれる補強板が刃の根元に存在している。
槍
大振りの穂先を持つ槍。捨陰側にのみある。龍髭槍の名を持つが、作者は不詳。
変形薙刀
柄の両端に枝の無い刃を持つ特殊な形状の薙刀。その特性上、通常の薙刀では打突となる技でも高い殺傷力を有することになる。壱の頃のサザンカが使用しており、白眉という名を持つ。作者不詳。
忍者刀
忍者が使用したとされる直刀。刺突中心に用い、レイピアの技が取り込まれている。壱の頃のツバメが使用しており、流星の名を持つ。作者不詳。
長ドス
長い柄と長い刃を持つ打刀に近い武器。本来は鍔が無いが、本郷の使用しているものは鍔がある。壱の本郷の専用武器。
大太刀
大太刀はあくまで便宜上で、正体不明の太刀。2本の枝を持つ三支刀であり、真っ赤な刀身をしている。キンダチの武器。
太刀
太刀はあくまで便宜上で、妖刀夕霧のこと。壱では打刀、弐では野太刀として登場する。峡雲の作で、平家の怨念が宿る。
拳銃
片手で扱えるサイズの銃。壱では独逸製の旧型セミオートマチックで、螺子を使わずに組み立てられている。弐では装弾数10の変則リボルバー。比較的連射性能が良い。
ライフル
軍用の小型ライフル。ツバメが密輸したものらしい。連射性能はカッツェの拳銃に劣る。

## 開発
「武器を使った格闘ゲームを作ろう」というテーマから始まり、武士の世界観と一撃必殺のゲーム性を特徴として開発が進められた。
本作における武士道とは「武士道といふは死ぬ事と見付けたり」の「葉隠」で知られる江戸時代のものではなく、安土桃山時代や戦国時代などの「武士道とは生き残る事と見付けたり」ともいうべき、死ぬことではなく生き残ることを重視した武士道をイメージしている。「武士道」をテーマにしている割に舞台が現代である点については、前述した「生き残る術としての武士道」をプレイヤーにイメージさせやすい点や「拳銃と刀を戦わせてみたかった」という点などから来ている。